# Гімнарх
Гімнарх (Gymnarchus niloticus) — вид араваноподібних риб, єдиний у родині гімнархових (Gymnarchidae).

## Поширення
Цей вид широко поширений в Африці південніше Сахари. Трапляється в річках Ніл, Сенегал, Нігер, Вольта і Гамбія, а також в озерах Чад і Туркана. Мешкає серед густої рослинності біля берегів річок і на болотах.

## Опис
Гімнарх має подовжене, схоже на вугра тіло, досить стиснуте з боків і закінчується звуженим хвостом. Виростає до 165 см, максимальна вага — 19 кг. Голова подовжена і сплощена на лобі, з ротом, спрямованим вниз, і маленькими очима. Грудні плавці невеликі та овальної форми, спинний плавець, який починається зразу після голови, є єдиним наявним плавцем, завдовжки 2/3 тіла, який закінчується безпосередньо перед хвостом. Саме цей плавець, безперервно погойдуючись, забезпечує рух риби. Все тіло димчасто-сіре, зі світлішим підборіддям і животом. Спинний плавець темно-сірий. У дорослих плавальний міхур виконує роль додаткового органу дихання
Риба має електричний орган, який складається з одного вузького ланцюга, розташованого на задній частині хвоста і розділеного на чотири спрямовані вперед тіла, розташований на різній висоті з обох боків тіла. Він дозволяє випромінювати електричні розряди частотою 50-60 Гц, які використовуються для виявлення здобичі. Орган створює симетричне електричне поле навколо тіла риби. Об'єкти поблизу спотворюють це поле, і гімнарх відчуває спотворення на своїй шкірі.

## Спосіб життя
Ця риба харчується рибою, комахами і ракоподібними.
Самиці гімнарха відкладають яйця у плаваючі гнізда діаметром до 1 м. Дорослі особини продовжують охороняти дитинчат після вилуплення. Сперматозоїди не мають джгутика, тому рухаються як амеба.